# Psilocybe cubensis
Psilocybe cubensis — вид базидієвих грибів родини гіменогастрові (Hymenogastraceae). Містить психотропні речовини і його вирощування заборонене у деяких країнах.

## Поширення
Вид вперше описаний у 1907 році на Кубі. З цього часу виявлений в Центральній і Південній Америці, на півдні США, в Південній Європі, в тропічних регіонах Азії, на сході Австралії.

## Опис
Шапинка діаметром від 10 до 80 мм. Форма спочатку конусоподібна, потім у формі дзвону, в кінці опукла (кінець загнутий вгору). Шкірочка гладенька, слизова, знімається з капелюшка, особливо легко у молодих екземплярів. Колір блідо-жовтуватий, згодом коричневий. М'якоть дуже тонка, кремового або світло-жовтого кольору. Смак відсутній або неприємний. Запах слабкий, трав'янистий або пліснявий. Ніжка тонка і довга, заввишки 4-15 см і діаметром 4-10 мм, порожниста, часто хвилясто-вигнута, з коренеподібним виростом, міцна, еластична. Поверхня білувата, при розломі синіє, з залишками покривів.
Пластинки відносно рідкісні, колір змінюється від сірого до сіро-фіолетового, білуватого на краю. Споровий порошок пурпурово-коричневий, спори 10-17 × 7-10 мкм, від еліптичної до овальної форми, товстостінні.

## Екологія
Копрофільний вид. Гриб росте на гної корів, буйволів та слонів. Ймовірно, він походить з Азії, але завдяки поширенню скотарства, вид досить поширився у тропічних регіонах.

## Психотропність
Гриб містить психотропні речовини псилоцибін, псилоцин, беоцистин та норбеоцистин. Концентрація псилоцину та псилоцибіну становить відповідно 0,14–0,42 % та 0,37–1,30 % до сухої маси гриба. Вживання грибів Psilocybe cubensis викликає зорові і слухові галюцинації, відчуття ейфорії, емоційне піднесення, утруднення м'язової активності, виникає ефект завмирання часу тощо. Фармакодинаміка Psilocybe cubensis схожа з фармакодинамікою ЛСД.

## Використання
Традиційно, психотропні властивості гриба використовувались шаманами Центральної Америки у ритуальних цілях. Вони вірили, що вживання грибів не тільки наближає їх до Божественної свідомості, а й допомагає їм ще за життя стати Божеством. 
Psilocybe cubensis відноситься до легких наркотиків і його вирощування, зберігання та вживання заборонене у багатьох країнах світу. Не зареєстровано випадків залежності від вживання грибів, а також негативних побічних ефектів. Проте, не рекомендується вживати гриб хворим на шизофренію та інші подібні психічні розлади, бо існує ризик загострення психозу.